# Fontána Petite-Halle

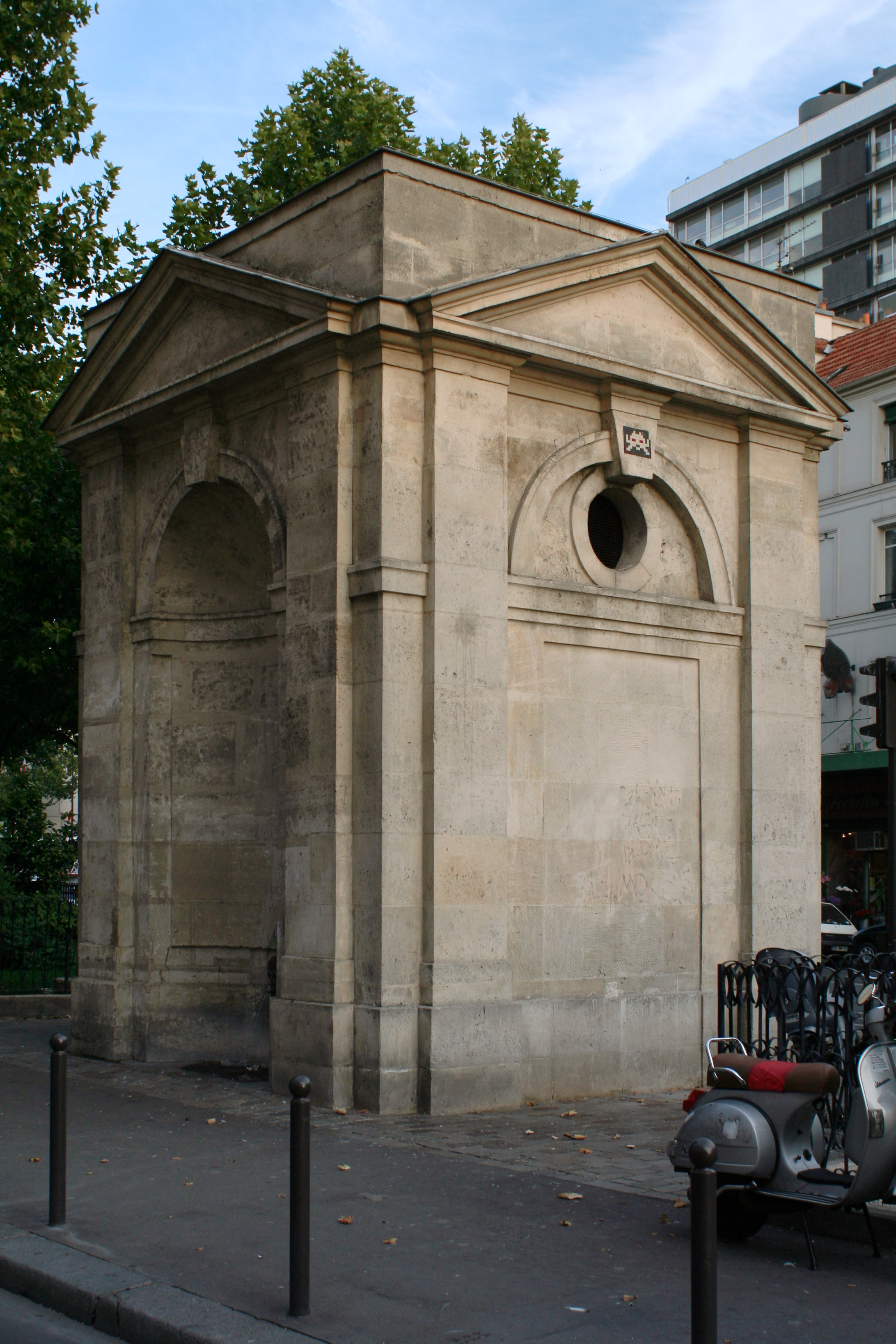
Fontána Petite-Halle

Fontána Petite-Halle (Fontaine de la Petite-Halle, česky Fontána Malá hala) nebo též Fontána Montreuil (Fontaine de Montreuil) je fontána v Paříži v 11. obvodu. Od roku 1962 je chráněná jako historická památka.

## Umístění
Kašna se nachází na jižním okraji 11. obvodu uprostřed Rue du Faubourg Saint-Antoine u křižovatky s Rue de Montreuil. Stojí před vchodem do nemocnice Saint-Antoine.

## Historie
Kašnu nechalo zřídit město a její stavbou byl pověřen architekt Jean Beausire (1651-1743). Ludvík XV. položil její základní kámen. Stavba byla dokončena v roce 1710. Dne 4. června 1962 byla zapsána mezi historické památky.
V době stavby byla umístěna naproti opatství Saint-Antoine-des-Champs, tedy v centru předměstí Saint-Antoine u křižovatky cest do Vincennes a Montreuil.

## Popis
Fontánu tvoří samostatná kamenná stavba čtvercového půdorysu. Fasádu na každé straně zdobí dva pilastry nesoucí fronton doplněný atikou. Na východní a západní stěně jsou mezi pilastry slepé arkády, jejichž tympanon je doplněn volským okem. Na jižní a severní straně je mezi pilastry klenutý výklenek s vodním zdrojem. Voda vytéká z úst kovové masky ve tvaru lidského obličeje.